# 实验室信息管理系统
实验室信息管理系统（Laboratory Information Management System,缩写LIMS）是一套用来管理实验室的样品、实验室人员、仪器、标准品和其他实验室活动（如采购、实验流程自动控制等）。实验室信息管理系统和实验室信息系统有着相同的功能，最基本的区别在于实验室信息管理系统的主要目的在于制药和石化生产过程的环境、研究和商业分析，而实验室信息系统的是针对临床市场（如医院或其他临床实验室）。

## 生命科学的LIMS

### 对生物技术的影响
生物技术引发了生命科学领域的许多变化。高通量技术从有限的药物筛选到基因筛选、蛋白质筛选等等，但不同实验室的操作要有可重复性对于制药生产和临床研究才具有可行性，而LIMS正可以解决不同实验室的实验规范问题，这让实验室信息管理系统成为实验室基础条件的一部分。 

### 商业
- BlazeLIMS - Blaze Systems Corp.（页面存档备份，存于）
- eQMS::LIMS - Pardus d.o.o.（页面存档备份，存于）
- ELEMENT DATASYSTEM - Promium（页面存档备份，存于）
- Horizon LIMS - ChemWare, Inc.（页面存档备份，存于）
- LABTrack - EKM Corporation
- LabSoft LIMS - Computing Solutions, Inc.（页面存档备份，存于）
- LabWare LIMS - LabWare, Inc.（页面存档备份，存于）
- LABWORKS LIMS - PerkinElmer, Inc.
- LABlynx - LABlynx, Inc.（页面存档备份，存于）
- LIMS24/7 - RURO Inc.[永久]
- Limsophy LIMS - AAC Infotray AG（页面存档备份，存于）
- Matrix LIMS - Autoscribe（页面存档备份，存于）
- Porter Lee Corporation LIMS for Forensic Labs（页面存档备份，存于）
- QESTLab - Spectra Quality Engineering Software Tools（页面存档备份，存于）
- SampleManager, Nautilus, Watson, Galileo, LabManager - Thermo Electron Corp.（页面存档备份，存于）
- Sapphire LIMS - LabVantage, Inc.（页面存档备份，存于）
- SibioCLE - Sibio, SAS（页面存档备份，存于）
- StarLIMS - StarLIMS, Inc.（页面存档备份，存于）
- Super Lab - Latent Logics Infosoft Pvt. Limited
- Telecation - Telecation Inc.
- UNIFlow LIMS - UNIConnect（页面存档备份，存于）
- WinLIMS - Quality Systems International Corp.（页面存档备份，存于）

### 非盈利组织
- BioReagent LIMS: Oligos, Plasmids, Strains - BioRoot Bioinformatics（页面存档备份，存于）

### 开源内容
- Bika LIMS
- caLIMS
- Flow LIMS（页面存档备份，存于）
- FreeLIMS（页面存档备份，存于）
- GnosisLIMS
- HalX（页面存档备份，存于）
- OpenLIMS（页面存档备份，存于）

### LIMS的市场研究
- Atrium Research（页面存档备份，存于）